# Santa Eulália (Arouca)
Santa Eulália es una freguesia portuguesa del concelho de Arouca, con 18,31 km² de superficie y 2.340 habitantes (2001). Su densidad de población es de 127,8 hab/km².